# Malaxis
Genre
Malaxis est un genre de plantes à fleurs de la famille des Orchidées.

## Liste des espèces
Attention : liste comprenant de nombreux synonymes.
Selon Catalogue of Life (23 décembre 2018) :
- Malaxis abieticola Salazar & Soto Arenas
- Malaxis acianthoides (Schltr.) Ames
- Malaxis adenotropa R.González, Lizb.Hern. & E.Ramírez
- Malaxis adolphii (Schltr.) Ames
- Malaxis alamaganensis S.Kobay.
- Malaxis alvaroi García-Cruz, R.Jiménez & L.Sánchez
- Malaxis andersoniana R.González
- Malaxis andicola (Ridl.) Kuntze
- Malaxis apiculata Dod
- Malaxis aurea Ames
- Malaxis auriculata P.O'Byrne & J.J.Verm.
- Malaxis bayardii Fernald
- Malaxis boliviana (Schltr.) Ames
- Malaxis boninensis (Koidz.) K.Nakaj.
- Malaxis brachyrrhynchos (Rchb.f.) Ames
- Malaxis brachystachys (Rchb.f.) Kuntze
- Malaxis brevis Dressler
- Malaxis buchtienii (Schltr.) Christenson
- Malaxis bulusanensis Ames
- Malaxis cardiophylla (Rchb.f.) Kuntze
- Malaxis carlos-parrae Szlach. & Kolan.
- Malaxis carnosa (Kunth) C.Schweinf.
- Malaxis casillasii R.González
- Malaxis chamaeorchis (Schltr.) Seidenf.
- Malaxis chevalieri Summerh.
- Malaxis chiarae R.González, Lizb.Hern. & E.Ramírez
- Malaxis chica Todzia
- Malaxis cipoensis F.Barros
- Malaxis cogniauxiana (Schltr.) Pabst
- Malaxis contrerasii R.González
- Malaxis cordilabia Portalet
- Malaxis crispata (Lindl.) Ames
- Malaxis crispifolia (Rchb.f.) Kuntze
- Malaxis cumbensis Dodson
- Malaxis densiflora (A.Rich.) Kuntze
- Malaxis discolor (Lindl.) Kuntze
- Malaxis dodii Acev.-Rodr. & Ackerman
- Malaxis dolpensis M.R.Shrestha, L.R.Shakya & Ghimire
- Malaxis domingensis Ames
- Malaxis elliptica A.Rich. & Galeotti
- Malaxis elviae R.González
- Malaxis espejoi R.González, Lizb.Hern. & E.Ramírez
- Malaxis excavata (Lindl.) Kuntze
- Malaxis fastigiata (Rchb.f.) Kuntze
- Malaxis greenwoodiana Salazar & Soto Arenas
- Malaxis hagsateri Salazar
- Malaxis hieronymi (Cogn.) L.O.Williams
- Malaxis hispaniolae (Schltr.) L.O.Williams
- Malaxis histionantha (Link) Garay & Dunst.
- Malaxis hoppii (Schltr.) Løjtnant
- Malaxis hypoantha J.M.H.Shaw
- Malaxis insperata Dressler
- Malaxis intermedia (A.Rich.) Seidenf.
- Malaxis irmae Radins & Salazar
- Malaxis iwashinae T.Yukawa & T.Hashim.
- Malaxis jaraguae (Hoehne & Schltr.) Pabst
- Malaxis javesiae (Rchb.f.) Ames
- Malaxis johniana (Schltr.) Foldats
- Malaxis juventudensis Marg.
- Malaxis katangensis Summerh.
- Malaxis labrosa (Rchb.f.) Acuña
- Malaxis lagotis (Rchb.f.) Kuntze
- Malaxis leonardii Ames
- Malaxis lepanthiflora (Schltr.) Ames
- Malaxis lepidota (Finet) Ames
- Malaxis licatae Carnevali & I.Ramírez
- Malaxis lizbethiae R.González, Lizb.Hern. & E.Ramírez
- Malaxis lobulata L.O.Williams
- Malaxis longipedunculata Ames
- Malaxis luceroana R.González
- Malaxis lyonnetii Salazar
- Malaxis maclaudii (Finet) Summerh.
- Malaxis macrostachya (Lex.) Kuntze
- Malaxis macvaughiana R.González, Lizb.Hern. & E.Ramírez
- Malaxis maianthemifolia Cham. & Schltdl.
- Malaxis major (Rchb.f.) León ex A.D.Hawkes
- Malaxis malipoensis Y.F.Meng, A.Q.Hu & F.W.Xing
- Malaxis mandonii (Rchb.f.) Marg.
- Malaxis marthaleidae R.González, Lizb.Hern. & E.Ramírez
- Malaxis martinezii R.González
- Malaxis massonii (Ridl.) Kuntze
- Malaxis maxonii Ames
- Malaxis medinae Carnevali & Nog.-Sav.
- Malaxis melanotoessa Summerh.
- Malaxis micheliana R.González, Lizb.Hern. & E.Ramírez
- Malaxis mixta (Schltr.) R.Vásquez
- Malaxis molotensis Salazar & de Santiago
- Malaxis moluccana (J.J.Sm.) Ames & C.Schweinf.
- Malaxis monophyllos (L.) Sw.
- Malaxis monsviridis Dressler
- Malaxis moritzii (Ridl.) Kuntze
- Malaxis mucronulata (Schltr.) P.Ortiz
- Malaxis muscifera (Lindl.) Kuntze
- Malaxis myurus (Lindl.) Kuntze
- Malaxis nana C.Schweinf.
- Malaxis nelsonii Ames
- Malaxis nidiae Carnevali & I.Ramírez
- Malaxis nilgiriensis T.Muthuk., A.Rajendran, Priyadh. & Sarval.
- Malaxis novogaliciana R.González ex McVaugh
- Malaxis ochreata (S.Watson) Ames
- Malaxis pabstii (Schltr.) Pabst
- Malaxis padilliana L.O.Williams
- Malaxis panamensis Kolan.
- Malaxis pandurata (Schltr.) Ames
- Malaxis parthoni C.Morren
- Malaxis perezii R.González
- Malaxis physuroides (Schltr.) Summerh.
- Malaxis pittieri (Schltr.) Ames
- Malaxis pringlei (S.Watson) Ames
- Malaxis prorepens (Kraenzl.) Summerh.
- Malaxis pubescens (Lindl.) Kuntze
- Malaxis pusilla Ames & C.Schweinf.
- Malaxis quadrata L.O.Williams
- Malaxis reichenbachiana (Schltr.) L.O.Williams
- Malaxis rheedeana J.M.H.Shaw
- Malaxis ribana Espejo & López-Ferr.
- Malaxis risaraldana Szlach. & Kolan.
- Malaxis roblesgiliana R.González
- Malaxis rodrigueziana R.González
- Malaxis rosei Ames
- Malaxis rosilloi R.González & E.W.Greenw.
- Malaxis rositae R.González, Lizb.Hern. & E.Ramírez
- Malaxis rostratula Dressler
- Malaxis ruizii R.González
- Malaxis rupestris (Poepp. & Endl.) Kuntze
- Malaxis rzedowskiana R.González
- Malaxis schliebenii (Mansf.) Summerh.
- Malaxis schneideri (Szlach. & Kolan.) J.M.H.Shaw
- Malaxis seramica (J.J.Sm.) S.Thomas, Schuit. & de Vogel
- Malaxis seychellarum (Kraenzl.) Summerh.
- Malaxis sibundoyensis Kolan., Medina Tr. & Szlach.
- Malaxis simillima (Rchb.f.) Kuntze
- Malaxis sneidernii (Garay) P.Ortiz
- Malaxis sodiroi (Schltr.) Dodson
- Malaxis spicata Sw.
- Malaxis steyermarkii Correll
- Malaxis streptopetala (B.L.Rob. & Greenm.) Ames
- Malaxis subtilis Aver.
- Malaxis sulamadahensis (J.J.Sm.) S.Thomas, Schuit. & de Vogel
- Malaxis szemaoensis Tang & F.T.Wang
- Malaxis talamancana Dressler
- Malaxis talaudensis (J.J.Sm.) S.Thomas, Schuit. & de Vogel
- Malaxis tamayoana Garay & W.Kittr.
- Malaxis tamurensis Tuyama
- Malaxis tepicana Ames
- Malaxis tequilensis R.González, Lizb.Hern. & E.Ramírez
- Malaxis termensis (Kraenzl.) C.Schweinf.
- Malaxis thienii Dodson
- Malaxis thwaitesii Bennet
- Malaxis tonduzii (Schltr.) Ames
- Malaxis triangularis Dressler
- Malaxis tridentula (Schltr.) Christenson
- Malaxis trigonopetala (J.J.Sm.) S.Thomas, Schuit. & de Vogel
- Malaxis umbelliflora Sw.
- Malaxis unifolia Michx.
- Malaxis urbana E.W.Greenw.
- Malaxis ventilabrum (Rchb.f.) Kuntze
- Malaxis ventricosa (Poepp. & Endl.) Kuntze
- Malaxis versicolor (Lindl.) Abeyw.
- Malaxis warmingii (Rchb.f.) Kuntze
- Malaxis weddellii (Finet) R.Vásquez
- Malaxis welwitschii (Rchb.f.) ined.
- Malaxis wercklei (Schltr.) Ames
- Malaxis woodsonii L.O.Williams
- Malaxis xerophila Salazar & L.I.Cabrera
- Malaxis yanganensis Dodson
- Malaxis zempoalensis López-Ferr. & Espejo

Selon GRIN (23 décembre 2018) :
- Malaxis calophylla (Rchb. f.) Kuntze
- Malaxis commelinifolia (Zoll. & Moritzi) Kuntze
- Malaxis muscifera (Lindl.) Kuntze
- Malaxis paludosa (L.) Sw.
- Malaxis unifolia Michx.

Selon ITIS (23 décembre 2018) :
- Malaxis abieticola Salazar & Soto Arenas
- Malaxis bayardii Fernald
- Malaxis brachystachys (Rchb. f.) Kuntze
- Malaxis ehrenbergii (Rchb. f.) Kuntze
- Malaxis macrostachya (Lex.) Kuntze
- Malaxis major (Rchb. f.) León ex A.D. Hawkes
- Malaxis massonii (Ridl.) Kuntze
- Malaxis monophyllos (L.) Sw.
- Malaxis paludosa (L.) Sw.
- Malaxis porphyrea (Ridl.) Kuntze
- Malaxis spicata Sw.
- Malaxis unifolia Michx.
- Malaxis wendtii Salazar

Selon NCBI (23 décembre 2018) :
- Malaxis boninensis
- Malaxis brachyrrhynchos
- Malaxis carpinterae
- Malaxis cipoensis
- Malaxis corymbosa
- Malaxis hagsateri
- Malaxis hastilabia
- Malaxis histionantha
- Malaxis lepanthiflora
- Malaxis lepidota
- Malaxis maxonii
- Malaxis molotensis
- Malaxis monophyllos
  - variété Malaxis monophyllos var. brachypoda
- Malaxis moritzii
- Malaxis muscifera
- Malaxis paludosa
- Malaxis pandurata
- Malaxis parthoni
- Malaxis rosilloi
- Malaxis soulei
- Malaxis spicata
- Malaxis steyermarkii
- Malaxis unifolia
- Malaxis weberbaueriana
- Malaxis zempoalensis

Selon The Plant List (23 décembre 2018) :
- Malaxis abieticola Salazar & Soto Arenas
- Malaxis acianthoides (Schltr.) Ames
- Malaxis adenotropa R.González, Lizb.Hern. & E.Ramírez
- Malaxis adolphii (Schltr.) Ames
- Malaxis alamaganensis S.Kobay.
- Malaxis alvaroi García-Cruz, R.Jiménez & L.Sánchez
- Malaxis amabilis (J.J.Sm.) J.J.Wood
- Malaxis andersoniana R.González
- Malaxis andersonii (Ridl.) Ames
- Malaxis andicola (Ridl.) Kuntze
- Malaxis apiculata Dod
- Malaxis arboricola P.O'Byrne
- Malaxis aurea Ames
- Malaxis auriculata P.O'Byrne & J.J.Verm.
- Malaxis bayardii Fernald
- Malaxis boliviana (Schltr.) Ames
- Malaxis boninensis (Koidz.) K.Nakaj.
- Malaxis brachyrrhynchos (Rchb.f.) Ames
- Malaxis brachystachys (Rchb.f.) Kuntze
- Malaxis brevis Dressler
- Malaxis buchtienii (Schltr.) Christenson
- Malaxis bulusanensis Ames
- Malaxis calcicola P.O'Byrne & J.J.Verm.
- Malaxis cardiophylla (Rchb.f.) Kuntze
- Malaxis carnosa (Kunth) C.Schweinf.
- Malaxis casillasii R.González
- Malaxis chamaeorchis (Schltr.) Seidenf.
- Malaxis chevalieri Summerh.
- Malaxis chiarae R.González, Lizb.Hern. & E.Ramírez
- Malaxis chica Todzia
- Malaxis cipoensis F.Barros
- Malaxis cogniauxiana (Schltr.) Pabst
- Malaxis contrerasii R.González
- Malaxis crassidens (J.J.Sm.) S.Thomas, Schuit. & de Vogel
- Malaxis crassilabris (J.J.Sm.) S.Thomas, Schuit. & de Vogel
- Malaxis crispata (Lindl.) Ames
- Malaxis crispifolia (Rchb.f.) Kuntze
- Malaxis cumbensis Dodson
- Malaxis densiflora (A.Rich.) Kuntze
- Malaxis discolor (Lindl.) Kuntze
- Malaxis domingensis Ames
- Malaxis ehrenbergii (Rchb.f.) Kuntze
- Malaxis elegans (Ridl.) Ames
- Malaxis elviae R.González
- Malaxis espejoi R.González, Lizb.Hern. & E.Ramírez
- Malaxis excavata (Lindl.) Kuntze
- Malaxis fastigiata (Rchb.f.) Kuntze
- Malaxis greenwoodiana Salazar & Soto Arenas
- Malaxis hagsateri Salazar
- Malaxis hahajimensis S.Kobay.
- Malaxis hieronymi (Cogn.) L.O.Williams
- Malaxis hintonii Todzia
- Malaxis hispaniolae (Schltr.) L.O.Williams
- Malaxis histionantha (Link) Garay & Dunst.
- Malaxis hoi P.O'Byrne
- Malaxis hoppii (Schltr.) Løjtnant
- Malaxis horielensis (J.J.Sm.) S.Thomas, Schuit. & de Vogel
- Malaxis incurviforceps (J.J.Sm.) S.Thomas, Schuit. & de Vogel
- Malaxis insperata Dressler
- Malaxis intermedia (A.Rich.) Seidenf.
- Malaxis iwashinae T.Yukawa & T.Hashim.
- Malaxis jaraguae (Hoehne & Schltr.) Pabst
- Malaxis javesiae (Rchb.f.) Ames
- Malaxis johniana (Schltr.) Foldats
- Malaxis katangensis Summerh.
- Malaxis keysseri (Mansf.) W.Kittr.
- Malaxis labrosa (Rchb.f.) Acuña
- Malaxis laciniosa (Ridl.) Ames
- Malaxis lagotis (Rchb.f.) Kuntze
- Malaxis leonardii Ames
- Malaxis lepanthiflora (Schltr.) Ames
- Malaxis lepidota (Finet) Ames
- Malaxis licatae Carnevali & I.Ramírez
- Malaxis lizbethiae R.González, Lizb.Hern. & E.Ramírez
- Malaxis lobulata L.O.Williams
- Malaxis lombasangensis (J.J.Sm.) S.Thomas, Schuit. & de Vogel
- Malaxis longipedunculata Ames
- Malaxis loxia (J.J.Sm.) S.Thomas, Schuit. & de Vogel
- Malaxis luceroana R.González
- Malaxis lyonnetii Salazar
- Malaxis maclaudii (Finet) Summerh.
- Malaxis macrostachya (Lex.) Kuntze
- Malaxis maculata (Ridl.) Ames
- Malaxis macvaughiana R.González, Lizb.Hern. & E.Ramírez
- Malaxis madagascariensis (Klinge) Summerh.
- Malaxis maianthemifolia Cham. & Schltdl.
- Malaxis major (Rchb.f.) León ex A.D.Hawkes
- Malaxis mambulilingensis (J.J.Sm.) S.Thomas, Schuit. & de Vogel
- Malaxis marthaleidae R.González, Lizb.Hern. & E.Ramírez
- Malaxis martinezii R.González
- Malaxis massonii (Ridl.) Kuntze
- Malaxis maxonii Ames
- Malaxis medinae Carnevali & Nog.-Sav.
- Malaxis melanotoessa Summerh.
- Malaxis micheliana R.González, Lizb.Hern. & E.Ramírez
- Malaxis micholitziana (Kraenzl.) P.F.Hunt
- Malaxis mixta (Schltr.) R. Vásquez
- Malaxis molotensis Salazar & de Santiago
- Malaxis moluccana (J.J.Sm.) Ames & C.Schweinf.
- Malaxis monophyllos (L.) Sw.
- Malaxis monsviridis Dressler
- Malaxis moritzii (Ridl.) Kuntze
- Malaxis mucronulata (Schltr.) P.Ortiz
- Malaxis muscifera (Lindl.) Kuntze
- Malaxis myurus (Lindl.) Kuntze
- Malaxis nana C.Schweinf.
- Malaxis nelsonii Ames
- Malaxis nidiae Carnevali & I.Ramírez
- Malaxis novogaliciana R.González ex McVaugh
- Malaxis ochreata (S.Watson) Ames
- Malaxis pabstii (Schltr.) Pabst
- Malaxis padilliana L.O.Williams
- Malaxis pandurata (Schltr.) Ames
- Malaxis parthoni C.Morren
- Malaxis perezii R.González
- Malaxis physuroides (Schltr.) Summerh.
- Malaxis pittieri (Schltr.) Ames
- Malaxis pollardii L.O.Williams
- Malaxis porphyrea (Ridl.) Kuntze
- Malaxis pringlei (S.Watson) Ames
- Malaxis prorepens (Kraenzl.) Summerh.
- Malaxis pubescens (Lindl.) Kuntze
- Malaxis purpureoviridis (J.J.Sm.) S.Thomas, Schuit. & de Vogel
- Malaxis pusilla Ames & C.Schweinf.
- Malaxis quadrata L.O.Williams
- Malaxis ramirezii R.González
- Malaxis reichei (Schltr.) Ames & C.Schweinf.
- Malaxis reichenbachiana (Schltr.) L.O.Williams
- Malaxis ribana Espejo & López-Ferr.
- Malaxis robinsonii (Ridl.) J.B.Comber
- Malaxis roblesgiliana R.González
- Malaxis rodrigueziana R.González
- Malaxis rosei Ames
- Malaxis rosilloi R.González & E.W.Greenw.
- Malaxis rositae R.González, Lizb.Hern. & E.Ramírez
- Malaxis rostratula Dressler
- Malaxis ruizii R.González
- Malaxis rupestris (Poepp. & Endl.) Kuntze
- Malaxis rzedowskiana R.González
- Malaxis salazarii Catling
- Malaxis schliebenii (Mansf.) Summerh.
- Malaxis seramica (J.J.Sm.) S.Thomas, Schuit. & de Vogel
- Malaxis seychellarum (Kraenzl.) Summerh.
- Malaxis simillima (Rchb.f.) Kuntze
- Malaxis slamatensis (J.J.Sm.) Bakh.f.
- Malaxis sneidernii (Garay) P.Ortiz
- Malaxis sodiroi (Schltr.) Dodson
- Malaxis spicata Sw.
- Malaxis steyermarkii Correll
- Malaxis streptopetala (B.L.Rob. & Greenm.) Ames
- Malaxis sulamadahensis (J.J.Sm.) S.Thomas, Schuit. & de Vogel
- Malaxis talamancana Dressler
- Malaxis talaudensis (J.J.Sm.) S.Thomas, Schuit. & de Vogel
- Malaxis tamayoana Garay & W.Kittr.
- Malaxis tamurensis Tuyama
- Malaxis tepicana Ames
- Malaxis tequilensis R.González, Lizb.Hern. & E.Ramírez
- Malaxis termensis (Kraenzl.) C.Schweinf.
- Malaxis ternatensis (J.J.Sm.) S.Thomas, Schuit. & de Vogel
- Malaxis thienii Dodson
- Malaxis thwaitesii Bennet
- Malaxis tonduzii (Schltr.) Ames
- Malaxis toxopei (J.J.Sm.) S.Thomas, Schuit. & de Vogel
- Malaxis triangularis Dressler
- Malaxis tridentula (Schltr.) Christenson
- Malaxis trigonopetala (J.J.Sm.) S.Thomas, Schuit. & de Vogel
- Malaxis triphylla (J.J.Sm.) S.Thomas, Schuit. & de Vogel
- Malaxis trukensis (Fukuy.) Fosberg & Sachet
- Malaxis umbelliflora Sw.
- Malaxis unifolia Michx.
- Malaxis urbana E.W.Greenw.
- Malaxis ventilabrum (Rchb.f.) Kuntze
- Malaxis ventricosa (Poepp. & Endl.) Kuntze
- Malaxis versicolor (Lindl.) Abeyw.
- Malaxis warmingii (Rchb.f.) Kuntze
- Malaxis weddellii (Finet) R. Vásquez
- Malaxis wendlandii (Rchb.f.) L.O.Williams
- Malaxis wendtii Salazar
- Malaxis wercklei (Schltr.) Ames
- Malaxis woodsonii L.O.Williams
- Malaxis xerophila Salazar & L.I.Cabrera
- Malaxis yanganensis Dodson
- Malaxis zempoalensis López-Ferr. & Espejo

Selon Tropicos (23 décembre 2018) (Attention liste brute contenant possiblement des synonymes) :
- Malaxis abieticola Salazar & Soto Arenas
- Malaxis acianthoides (Schltr.) Ames
- Malaxis acuminata D. Don
- Malaxis acutangula (Hook. f.) Kuntze
- Malaxis adenotropa R. González, Lizb. Hern. & E. Ramírez
- Malaxis adolphi (Schltr.) Ames
- Malaxis affinis Blume
- Malaxis alagensis (Ames) Ames
- Malaxis alamaganensis S. Kobay.
- Malaxis allanii S.Y. Hu & Barretto
- Malaxis alvaroi García-Cruz, R. Jiménez & L. Sánchez
- Malaxis amabilis (J.J. Sm.) J.J. Wood
- Malaxis amplectens (J.J. Sm.) Ames & C. Schweinf.
- Malaxis amplexicolumna E.W. Greenw. & R. González
- Malaxis anceps Rchb. f.
- Malaxis andamanica (King & Pantl.) N.P. Balakr. & Vasudeva Rao
- Malaxis andersoniana R. González
- Malaxis andersonii (Ridl.) Merr.
- Malaxis andicola (Ridl.) Kuntze
- Malaxis angustifolia (Lindl.) Rchb. f.
- Malaxis angustifovea (J.J. Sm.) S. Thomas, Schuit. & de Vogel
- Malaxis anthropophora (Lindl.) Rchb. f.
- Malaxis aphylla (King & Pantl.) Tang & F.T. Wang
- Malaxis apiculata Dod
- Malaxis apollinis P.F. Hunt
- Malaxis aporophylla (Rchb. f.) Rchb. f.
- Malaxis arachnifera (Ridl.) Kuntze
- Malaxis arachnoidea (Schltr.) P.F. Hunt
- Malaxis arboricola P.O'Byrne
- Malaxis argentinensis L.O. Williams
- Malaxis arietina Ames
- Malaxis arisanensis (Hayata) S.Y. Hu
- Malaxis aschista Seidenf.
- Malaxis atrata (Schltr.) C. Schweinf.
- Malaxis atrobrachiata (Ridl.) P.F. Hunt
- Malaxis atropurpurea Blume
- Malaxis atrorubra (H. Perrier) Summerh.
- Malaxis atrosanguinea Ames
- Malaxis aurata (Ridl.) Merr.
- Malaxis aurea Ames
- Malaxis auriculata P.O'Byrne & J.J. Verm.
- Malaxis autumnalis Spreng.
- Malaxis bahanensis (Hand.-Mazz.) Tang & F.T. Wang
- Malaxis balabacensis Ames
- Malaxis bancana (Ridl.) Kuntze
- Malaxis bancanoides Ames
- Malaxis bataanensis Ames
- Malaxis bayardii Fernald
- Malaxis bengkulensis (J.J. Sm.) Seidenf.
- Malaxis benguetensis Ames
- Malaxis biaurita (Lindl.) Kuntze
- Malaxis bicornis (Lindl.) Rchb. f.
- Malaxis bidentifera (J.J. Sm.) Ames & C. Schweinf.
- Malaxis biloba (Lindl.) Ames
- Malaxis binabayensis (Ames) Ames
- Malaxis bispirifera (J.J. Sm.) J.B. Comber
- Malaxis blephariglottis (Schltr.) Ames
- Malaxis blumei (Boerl. & J.J. Sm.) Bakh. f.
- Malaxis boliviana (Schltr.) Ames
- Malaxis boninensis (Koidz.) Nackej.
- Malaxis brachycaulos (Schltr.) P.F. Hunt
- Malaxis brachyodonta (Schltr.) C. Schweinf.
- Malaxis brachypoda (A. Gray) Fernald
- Malaxis brachyrrhynchos (Rchb. f.) Ames
- Malaxis brachystachys (Lindl.) Rchb. f.
- Malaxis bracteosa Ames
- Malaxis brasiliensis Spreng.
- Malaxis brevicaulis (Schltr.) S.Y. Hu
- Malaxis brevidentata C. Schweinf.
- Malaxis brevifolia (Lindl.) Rchb. f.
- Malaxis brevis Dressler
- Malaxis breviscapa (Schltr.) P.F. Hunt
- Malaxis brittonii Acuña
- Malaxis brunoniana (Wight) Rchb. f.
- Malaxis buchtienii (Schltr.) Christenson
- Malaxis bulusanensis Ames
- Malaxis burbidgei (Rchb. f.) Kuntze
- Malaxis caespitosa Thouars
- Malaxis calcarea (Schltr.) Fosberg & Sachet
- Malaxis calcicola P.O'Byrne & J.J. Verm.
- Malaxis calophylla (Rchb. f.) Kuntze
- Malaxis calycina (Lindl.) Kuntze
- Malaxis caracasana (Klotzsch ex Ridl.) Kuntze
- Malaxis cardiophylla (Rchb. f.) Kuntze
- Malaxis caricoides (Schltr.) P.F. Hunt
- Malaxis carinata (Rchb. f.) Kuntze
- Malaxis carinatifolia (J.J. Sm.) P.F. Hunt
- Malaxis carnosa (Kunth) C. Schweinf.
- Malaxis carnosula (Rolfe ex Downie) Seidenf. & Smitin.
- Malaxis carpinterae (Schltr.) Ames
- Malaxis carrii Seidenf.
- Malaxis casillasii R. González
- Malaxis caudata (L.) Willd.
- Malaxis caulescens (Lindl.) Rchb. f.
- Malaxis celebica (Schltr.) S. Thomas, Schuit. & de Vogel
- Malaxis cernua Willd.
- Malaxis cespitosa Thouars
- Malaxis chamaeorchis (Schltr.) Seidenf.
- Malaxis chevalieri Summerh.
- Malaxis chiarae R. González, Lizb. Hern. & E. Ramírez
- Malaxis chica Todzia
- Malaxis chlorophrys (Rchb. f.) Kuntze
- Malaxis cimicina (Lindl.) Rchb. f.
- Malaxis cipoensis F. Barros
- Malaxis circea (Ridl.) P.F. Hunt
- Malaxis cirrhiflora W. Kittr.
- Malaxis clemensis (J.J. Sm.) J.J. Wood
- Malaxis cobanensis Archila, Szlach. & Chiron
- Malaxis cochleariifolia A. Rich. & Galeotti
- Malaxis cogniauxiana (Schltr.) Pabst
- Malaxis comans C. Schweinf.
- Malaxis commelinifolia (Zoll. & Moritzi) Kuntze
- Malaxis compressa Blume
- Malaxis concava Seidenf.
- Malaxis confusa (Cogn.) C. Schweinf.
- Malaxis congesta (Lindl.) Deb
- Malaxis contrerasii R. González
- Malaxis copelandii Ames
- Malaxis cordata (Rchb. f.) Kuntze
- Malaxis cordifolia (Rolfe) Ames & C. Schweinf.
- Malaxis cordiglottis (J.J. Sm.) J.B. Comber
- Malaxis cordilabia Portalet
- Malaxis correana W.P.C. Barton
- Malaxis corymbosa (S. Watson) Kuntze
- Malaxis crassidens (J.J. Sm.) S. Thomas, Schuit. & de Vogel
- Malaxis crassilabris (J.J. Sm.) S. Thomas, Schuit. & de Vogel
- Malaxis crenatiloba (J.J. Sm.) S. Thomas, Schuit. & de Vogel
- Malaxis crenulata (Ridl.) Kuntze
- Malaxis crepidium Bakh. f.
- Malaxis crispata (Lindl.) R. González
- Malaxis crispifolia (Rchb. f.) Kuntze
- Malaxis cumbensis Dodson
- Malaxis cuneipetala Ames
- Malaxis cuprea (J.J. Sm.) Bakh. f.
- Malaxis cupuliflora (J.J. Sm.) S. Thomas, Schuit. & de Vogel
- Malaxis curranii Ames
- Malaxis curvatula (Schltr.) P.F. Hunt
- Malaxis cyanobrachis (Schltr.) W. Kittr.
- Malaxis cylindrica (Lindl.) Rchb. f.
- Malaxis cylindrostachya (Rchb. f.) Kuntze
- Malaxis dalessandroi Dodson
- Malaxis dalstroemii Dodson
- Malaxis damusica (J.J. Sm.) Merr.
- Malaxis davaensis Ames
- Malaxis decumbens (Schltr.) P.F. Hunt
- Malaxis decurrens Blume
- Malaxis demissa (Lindl.) Rchb. f.
- Malaxis densiflora (A. Rich.) Kuntze
- Malaxis dentata (Ames) Ames
- Malaxis denticulata (Wight) Rchb. f.
- Malaxis diphyllos Cham.
- Malaxis diploceras (Schltr.) P.F. Hunt
- Malaxis discolor (Lindl.) Kuntze
- Malaxis disepala (Rchb. f.) Kuntze
- Malaxis distans (Schltr.) P.F. Hunt
- Malaxis disticha Thouars
- Malaxis dodii Acev.-Rodr. & Ackerman
- Malaxis dolichostachya (Schltr.) W. Kittr.
- Malaxis domingensis Ames
- Malaxis dryadum (Schltr.) P.F. Hunt
- Malaxis ehrenbergii (Rchb. f.) Kuntze
- Malaxis elegans (Ridl.) Merr.
- Malaxis elliptica A. Rich. & Galeotti
- Malaxis elmeri Ames
- Malaxis elviae R. González
- Malaxis ensiformis Sm.
- Malaxis epiphytica Ames
- Malaxis equitans Blume
- Malaxis espejoi R. González, Lizb. Hern. & E. Ramírez
- Malaxis euantha (Schltr.) W. Kittr.
- Malaxis everardii (Rolfe) L.O. Williams
- Malaxis excavata (Lindl.) Kuntze
- Malaxis exilis J.B. Comber
- Malaxis fasciata (Schltr.) P.F. Hunt
- Malaxis fastigiata (Rchb. f.) Kuntze
- Malaxis fimbriata Lavarack
- Malaxis finetii (Gagnep.) Tang & F.T. Wang
- Malaxis fissa (Schltr.) P.F. Hunt
- Malaxis flavescens Thouars
- Malaxis floridana (Chapm.) Kuntze
- Malaxis floscularia (J.J. Sm.) P.F. Hunt
- Malaxis foliosa W. Kittr.
- Malaxis forcipata (Lindl.) Rchb. f.
- Malaxis francoisii (H. Perrier) Summerh.
- Malaxis fulva (Schltr.) P.F. Hunt
- Malaxis furcata (Hook. f.) Kuntze
- Malaxis galeottiana A. Rich. & Galeotti
- Malaxis gibbosa (J.J. Sm.) W. Kittr.
- Malaxis gibbsiae (J.J. Sm.) P.F. Hunt
- Malaxis glandulosa (Lindl.) Rchb. f.
- Malaxis godefroyi (Rchb. f.) Kuntze
- Malaxis gracilis (Ridl.) Kuntze
- Malaxis graciliscapa Ames & C. Schweinf.
- Malaxis graminifolia (Schltr.) P.F. Hunt
- Malaxis grandiflora (J.J. Sm.) P.F. Hunt
- Malaxis grandifolia (Schltr.) P.F. Hunt
- Malaxis greenwoodiana Salazar & Soto Arenas
- Malaxis griffithiana (Lindl.) Rchb. f.
- Malaxis grisebachiana (Fawc. & Rendle) Fawc. & Rendle
- Malaxis hagsateri Salazar
- Malaxis hahajimensis S. Kobay.
- Malaxis hainanensis Tang & F.T. Wang
- Malaxis harlingii Dodson
- Malaxis hastilabia (Rchb. f.) Kuntze
- Malaxis heliophila Rchb. f.
- Malaxis heliophoba (J.J. Sm.) P.F. Hunt
- Malaxis hieronymi (Cogn.) L.O. Williams
- Malaxis hintonii Todzia
- Malaxis hippocrepiformis J.J. Wood
- Malaxis hirschbergii Summerh.
- Malaxis hirtzii Dodson ined
- Malaxis hispaniolae (Schltr.) L.O. Williams
- Malaxis histionantha (Link, Klotzsch & Otto) Garay & Dunst.
- Malaxis hoi P.O'Byrne
- Malaxis hoppii (Schltr.) Løjtnant
- Malaxis horielensis (J.J. Sm.) S. Thomas, Schuit. & de Vogel
- Malaxis humerata (J.J. Sm.) Bakh. f.
- Malaxis hutchinsoniana (Ames) Ames
- Malaxis hydrophila (J.J. Sm.) P.F. Hunt
- Malaxis ichthiorhynca A. Rich. & Galeotti
- Malaxis imbricata Blume
- Malaxis imthurnii (Rolfe) L.O. Williams
- Malaxis incurva (J.J. Sm.) Ames & C. Schweinf.
- Malaxis incurviforceps (J.J. Sm.) S. Thomas, Schuit. & de Vogel
- Malaxis inexspectata (J.J. Sm.) J.B. Comber
- Malaxis insperata Dressler
- Malaxis insularis Tang & F.T. Wang
- Malaxis integra (Fawc. & Rendle) Fawc. & Rendle
- Malaxis integrilabia (Schltr.) W. Kittr.
- Malaxis integrilabium (Schltr.) W. Kittr.
- Malaxis intermedia (A. Rich.) Seidenf.
- Malaxis iridifolia (Roxb.) Rchb. f.
- Malaxis irmae Radins & Salazar
- Malaxis irregularis (J.J. Sm.) J.B. Comber
- Malaxis iwashinae T.Yukawa & T. Hashim.
- Malaxis japonica Maxim.
- Malaxis jaraguae (Hoehne & Schltr.) Pabst
- Malaxis javesiae (Rchb. f.) Ames
- Malaxis jenkinsiana (Griff. ex Lindl.) Rchb. f.
- Malaxis johniana (Schltr.) Foldats
- Malaxis josephiana (Rchb. f.) Kuntze
- Malaxis juliani Foldats
- Malaxis junghuhnii (J.J. Sm.) Ames
- Malaxis kabensis (J.J. Sm.) J.B. Comber
- Malaxis kalbreyeriana (Kraenzl.) P. Ortiz
- Malaxis kandae T. Hashim.
- Malaxis katangensis Summerh.
- Malaxis katochilos (Schltr.) Summerh.
- Malaxis kempfii (Schltr.) W. Kittr.
- Malaxis kerintjiensis (J.J. Sm.) J.B. Comber
- Malaxis kerstingiana (Schltr.) Fosberg & Sachet
- Malaxis keysseri (Mansf.) W. Kittr.
- Malaxis khasiana (Hook. f.) H. Hara
- Malaxis kinabaluensis (Rolfe) Ames & C. Schweinf.
- Malaxis kizanensis (Masam.) Hatus.
- Malaxis klabatensis (Schltr.) S. Thomas, Schuit. & de Vogel
- Malaxis kobi (J.J. Sm.) J.B. Comber
- Malaxis koordersii (J.J. Sm.) Bakh. f.
- Malaxis labrosa (Rchb. f.) Acuña
- Malaxis laciniosa (Ridl.) Merr.
- Malaxis laevis (Schltr.) P.F. Hunt
- Malaxis lagotis (Rchb. f.) Kuntze
- Malaxis lamii (J.J. Sm.) P.F. Hunt
- Malaxis lancifolia Sm.
- Malaxis langkawiensis Seidenf. & J.J. Wood
- Malaxis lankesteri Ames
- Malaxis lata (J.J. Sm.) P.F. Hunt
- Malaxis latifolia Blume
- Malaxis latilabris (Schltr.) P.F. Hunt
- Malaxis latipetala (J.J. Sm.) P.F. Hunt
- Malaxis latisegmenta C. Schweinf.
- Malaxis latisepala (Rolfe) C. Schweinf.
- Malaxis lawleri Lavarack & B. Gray
- Malaxis laxa (Ridl.) P.F. Hunt
- Malaxis ledermannii (Schltr.) W. Kittr.
- Malaxis leonardii Ames
- Malaxis lepanthiflora (Schltr.) Ames
- Malaxis lepidota (Finet) Ames
- Malaxis leucodon (Schltr.) P.F. Hunt
- Malaxis licatae Carnevali & I. Ramírez
- Malaxis lilacina Ames
- Malaxis liliifolia Sw.
- Malaxis lindeniana A. Rich. & Galeotti
- Malaxis lindleyana (Brongn.) Rchb. f.
- Malaxis linguella (Rchb. f.) Ames
- Malaxis liparidioides (Finet) C. Schweinf.
- Malaxis lizbethiae R. González, Lizb. Hern. & E. Ramírez
- Malaxis lloensis (Schltr.) Dodson
- Malaxis lobatocallosa (J.J. Sm.) Bakh. f.
- Malaxis lobbiana (Lindl.) Rchb. f.
- Malaxis lobulata L.O. Williams
- Malaxis loeselii Sw.
- Malaxis lokonensis (Schltr.) S. Thomas, Schuit. & de Vogel
- Malaxis lombasangensis (J.J. Sm.) S. Thomas, Schuit. & de Vogel
- Malaxis longibracteata (Lindl.) Rchb. f.
- Malaxis longidens (J.J. Sm.) Ames
- Malaxis longifolia W.P.C. Barton
- Malaxis longipedunculata Ames
- Malaxis longisepala (Ridl.) Kuntze
- Malaxis longispica (Schltr.) P.F. Hunt
- Malaxis longissima (Kraenzl.) P. Ortiz
- Malaxis lowii (E. Morren) Merr.
- Malaxis loxia (J.J. Sm.) S. Thomas, Schuit. & de Vogel
- Malaxis luceroana Tamayo
- Malaxis lunata (Schltr.) Ames
- Malaxis lunifera (J.J. Sm.) Seidenf.
- Malaxis lyonnetii Salazar
- Malaxis maboroensis (Schltr.) P.F. Hunt
- Malaxis macgregorii Ames
- Malaxis mackinnonii (Duthie) Ames
- Malaxis maclaudii (Finet) Summerh.
- Malaxis macrantha Ames
- Malaxis macrochila (Rolfe) Holttum
- Malaxis macrophylla (Schltr.) P.F. Hunt
- Malaxis macrostachya (La Llave & Lex.) Kuntze
- Malaxis macrotis (Kraenzl.) P.F. Hunt
- Malaxis maculata (Ridl.) Merr.
- Malaxis macvaughiana R. González, Lizb. Hern. & E. Ramírez
- Malaxis madagascariensis (Klinge) Summerh.
- Malaxis maguirei C. Schweinf.
- Malaxis maianthemifolia Schltdl. & Cham.
- Malaxis maingayi (Hook. f.) Kuntze
- Malaxis major (Rchb. f.) León ex A.D. Hawkes
- Malaxis mambulilingensis (J.J. Sm.) S. Thomas, Schuit. & de Vogel
- Malaxis margaretae (F. Br.) L.O. Williams
- Malaxis marsupichila Upton
- Malaxis marthaleidae R. González, Lizb. Hern. & E. Ramírez
- Malaxis martinezii R. González
- Malaxis massonii (Ridl.) Kuntze
- Malaxis matsudai (Yamam.) Hatus. ex K. Nakaj.
- Malaxis maximowicziana (King & Pantl.) Tang & F.T. Wang
- Malaxis maxonii Ames
- Malaxis medinae Carnevali & Nog.-Sav.
- Malaxis megalantha (Schltr.) P.F. Hunt
- Malaxis melanophylla (Schltr.) P.F. Hunt
- Malaxis melanotoessa Summerh.
- Malaxis merapiensis (Schltr.) Seidenf.
- Malaxis merrillii (Ames) Ames
- Malaxis metallica (Rchb. f.) Kuntze
- Malaxis mexicana Ames
- Malaxis micholitziana (Kraenzl.) P.F. Hunt
- Malaxis micrantha (Hook. f.) Ames
- Malaxis microhybos (Schltr.) P.F. Hunt
- Malaxis microphylla Blume
- Malaxis microtatantha (Schltr.) Tang & F.T. Wang
- Malaxis mindanaensis Ames
- Malaxis mindorensis (Rendle) Ames
- Malaxis miniata (Lindl.) Rchb. f.
- Malaxis minima Blume
- Malaxis minutiflora (Schltr.) Ames
- Malaxis mixta (Schltr.) R. Vásquez
- Malaxis miyakei (Schltr.) Tang & F.T. Wang
- Malaxis molotensis Salazar & de Santiago
- Malaxis moluccana (J.J. Sm.) Ames & C. Schweinf.
- Malaxis monophyllos (L.) Sw.
- Malaxis monstruosa Blume
- Malaxis monsviridis Dressler
- Malaxis montana Blume
- Malaxis monticola A. Rich. & Galeotti
- Malaxis montis-viridis Dressler
- Malaxis moritzii (Ridl.) Kuntze
- Malaxis mucronata Blume
- Malaxis mucronulata (Schltr.) P. Ortiz
- Malaxis multiflora Ames & C. Schweinf.
- Malaxis muscifera (Lindl.) Grubov
- Malaxis myodes Bernh.
- Malaxis myosurus (G. Forst.) Parish & Rchb. f.
- Malaxis myriantha (Lindl.) Rchb. f.
- Malaxis myurus (Rchb. f.) Kuntze
- Malaxis nana C. Schweinf.
- Malaxis nasuta (Schltr.) Løjtnant
- Malaxis negrosiana Ames
- Malaxis nelsonii Ames
- Malaxis nemoralis (Ridl.) Holttum
- Malaxis neoebudica Ames
- Malaxis nephroglossa (Schltr.) P.F. Hunt
- Malaxis nervosa (Thunb.) Sw.
- Malaxis nidiae Carnevali & I. Ramírez
- Malaxis nidus-avis Bernh.
- Malaxis nigrescens (J.J. Sm.) Ames & C. Schweinf.
- Malaxis nitida (Schltr.) P.F. Hunt
- Malaxis novogaliciana R. González ex McVaugh
- Malaxis nutans Willd.
- Malaxis obcordata (Lindl.) Rchb. f.
- Malaxis oberoniiflora Seidenf.
- Malaxis oblongifolia A. Rich. & Galeotti
- Malaxis obovata (J.J. Sm.) Ames & C. Schweinf.
- Malaxis ochreata (S. Watson) Ames
- Malaxis ocreata (S. Watson) Ames
- Malaxis octodentata Seidenf.
- Malaxis oculata (Rchb. f.) Kuntze
- Malaxis odorata Willd.
- Malaxis oligantha (Schltr.) P.F. Hunt
- Malaxis olivacea (Schltr.) P.F. Hunt
- Malaxis ophrydis (J. Koenig) Ormerod
- Malaxis orbicularis (W.W. Sm. & Jeffrey) Tang & F.T. Wang
- Malaxis oreocharis (Schltr.) P.F. Hunt
- Malaxis ottonis (Schltr.) Carnevali & I. Ramírez
- Malaxis ovalisepala (J.J. Sm.) Seidenf.
- Malaxis ovata Bernh.
- Malaxis pabstii (Schltr.) Pabst
- Malaxis pachystachys Rchb. f.
- Malaxis padilliana L.O. Williams
- Malaxis paguroides (Schltr.) P.F. Hunt
- Malaxis palawensis (Schltr.) C. Schweinf.
- Malaxis pallida Blume
- Malaxis palmicola (F. Muell.) F. Muell.
- Malaxis paludosa (L.) Sw.
- Malaxis palustris Espejo & López-Ferrari
- Malaxis panamensis Kolan.
- Malaxis pandurata (Schltr.) Ames
- Malaxis parryae (Finet) Tang & F.T. Wang
- Malaxis parthonii C. Morren
- Malaxis partitiloba (J.J. Sm.) J.J. Wood
- Malaxis parviflora Blume
- Malaxis parvissima S.Y. Hu & Barretto
- Malaxis parvula (Hook. f.) Kuntze
- Malaxis pectinata (J.J. Sm.) P.F. Hunt
- Malaxis pedicellaris (Rchb. f.) P.F. Hunt
- Malaxis perakensis (Ridl.) Holttum
- Malaxis perezii R. González
- Malaxis petiolaris (Schltr.) P.F. Hunt
- Malaxis philippinensis (Kraenzl.) Ames
- Malaxis physuroides (Schltr.) Summerh.
- Malaxis pierrei (Finet) Tang & F.T. Wang
- Malaxis pittieri (Schltr.) Ames
- Malaxis platycaulon (Wight) Rchb. f.
- Malaxis platychila (Rchb. f.) Kuntze
- Malaxis platyglossa Ames
- Malaxis pleistantha (Schltr.) Merr.
- Malaxis plicata (Rchb. f.) Roxb.
- Malaxis pollardii L.O. Williams
- Malaxis polyblepharis Schltr.
- Malaxis polyodon (Hook. f.) Kuntze
- Malaxis polyphylla (Ridl.) Kuntze
- Malaxis porphyrea (Ridl.) Kuntze
- Malaxis prasina (Ridl.) Seidenf. & Smitin.
- Malaxis pringlei (S. Watson) Ames
- Malaxis producta (J.J. Sm.) P.F. Hunt
- Malaxis propinqua Ames
- Malaxis prorepens (Kraenzl.) Summerh.
- Malaxis protracta (J.J. Sm.) P.F. Hunt
- Malaxis pseudoliparis P.F. Hunt
- Malaxis puberula (J.J. Sm.) J.B. Comber
- Malaxis pubescens (Lindl.) Kuntze
- Malaxis pubicallosa (Schltr.) W. Kittr.
- Malaxis pumilio Rchb. f.
- Malaxis punctata J.J. Wood
- Malaxis purpurascens Thouars
- Malaxis purpurea (Lindl.) Kuntze
- Malaxis purpureiflora Ames & Quisumb.
- Malaxis purpureonervosa (J.J. Sm.) Bakh. f.
- Malaxis purpureoviridis (J.J. Sm.) S. Thomas, Schuit. & de Vogel
- Malaxis pusilla Ames & C. Schweinf.
- Malaxis pygmaea Summerh.
- Malaxis pyrulifera (Lindl.) Rchb. f.
- Malaxis quadrata L.O. Williams
- Malaxis quadridens (Schltr.) P.F. Hunt
- Malaxis quadridentata (Ames) Ames
- Malaxis quadriloba Ames
- Malaxis querci de Vriese
- Malaxis radicicola (Rolfe) L.O. Williams
- Malaxis rajana J.J. Wood
- Malaxis ramirezii R. González
- Malaxis ramosa (J.J. Sm.) Merr.
- Malaxis ramosii Ames
- Malaxis ranauensis (J.J. Sm.) J.B. Comber
- Malaxis recurva (Lindl.) Rchb. f.
- Malaxis reichei (Schltr.) Ames & C. Schweinf.
- Malaxis reichenbachiana (Schltr.) L.O. Williams
- Malaxis reineckeana (Kraenzl.) Kores
- Malaxis reniloba (Carr) Holttum
- Malaxis repens (Rolfe) J.J. Wood
- Malaxis resupinata Kuntze
- Malaxis retusa (J.J. Sm.) P.F. Hunt
- Malaxis rhabdophylla (Ridl.) P.F. Hunt
- Malaxis rheedii B. Heyne ex Wallace
- Malaxis rhinoceros (J.J. Sm.) Ames
- Malaxis ribana Espejo & López-Ferr.
- Malaxis ridleyana P.F. Hunt
- Malaxis ridleyi (J.J. Sm.) Bakh. f.
- Malaxis riparia (J.J. Sm.) P.F. Hunt
- Malaxis rizalensis Ames
- Malaxis robinsonii (Ridl.) J.B. Comber
- Malaxis roblesgiliana R. González
- Malaxis rodrigueziana R. González
- Malaxis roohutuensis (Fukuy.) Nakaj.
- Malaxis rosei Ames
- Malaxis rosilloi R. González & E.W. Greenw.
- Malaxis rositae R. González, Lizb. Hern. & E. Ramírez
- Malaxis rostratula Dressler
- Malaxis rotundata (Ridl.) Kuntze
- Malaxis rufilabris (Lindl.) Rchb. f.
- Malaxis ruizii R. González
- Malaxis rupestris (Poepp. & Endl.) Kuntze
- Malaxis rzedowskiana R. González
- Malaxis saccata (Ridl.) J.B. Comber
- Malaxis sagittata (J.J. Sm.) Ames
- Malaxis sagittiflora (Blume ex J.J. Sm.) S. Thomas, Schuit. & de Vogel
- Malaxis salazarii Catling
- Malaxis samoensis (Schltr.) Whistler
- Malaxis saprophyta (King & Pantl.) Tang & F.T. Wang
- Malaxis schlechteri (Rolfe) L.O. Williams
- Malaxis schliebenii (Mansf.) Summerh.
- Malaxis schumanniana (Schltr.) P.F. Hunt
- Malaxis sciaphila (Schltr.) P.F. Hunt
- Malaxis scottii (Hook. f.) Kuntze
- Malaxis scyllae (Lindl.) Rchb. f.
- Malaxis segaarensis (Kraenzl.) Kuntze
- Malaxis seleniglossa (Schltr.) L.O. Williams
- Malaxis seramica (J.J. Sm.) S. Thomas, Schuit. & de Vogel
- Malaxis sertulifera (Barb. Rodr.) Pabst
- Malaxis setifera (Lindl.) Rchb. f.
- Malaxis setipes (Schltr.) C. Schweinf.
- Malaxis seychellarum (Kraenzl.) Summerh.
- Malaxis shuicae S.S. Ying
- Malaxis siamensis (Rolfe ex Downie) Seidenf. & Smitin.
- Malaxis sichuanica Tang & F.T. Wang ex S.C. Chen
- Malaxis sikkimensis (Lindl.) Rchb. f.
- Malaxis similis Blume
- Malaxis simillima (Rchb. f.) Kuntze
- Malaxis slamatensis (J.J. Sm.) Bakh. f.
- Malaxis sneidernii (Garay) P. Ortiz
- Malaxis sodiroi (Schltr.) Dodson
- Malaxis soleiformis (J.J. Sm.) Bakh. f.
- Malaxis sordida (J.J. Sm.) Ames
- Malaxis sororia (J.J. Sm.) J.B. Comber
- Malaxis soulei L.O. Williams
- Malaxis spathulata (Lindl.) Rchb. f.
- Malaxis spectabilis (Ridl.) Seidenf. & Smitin.
- Malaxis spicata Sw.
- Malaxis spiralis (Lindl.) Rchb. f.
- Malaxis steinii Dodson
- Malaxis stelidostachya (Rchb. f.) Kuntze
- Malaxis stenophylla Holttum
- Malaxis stenostachys (Schltr.) P.F. Hunt
- Malaxis steyermarkii Correll
- Malaxis stocksii (Hook. f.) Kuntze
- Malaxis stolleana (Schltr.) W. Kittr.
- Malaxis stolzii (Schltr.) Summerh.
- Malaxis streptopetala (A. Rob. & Greenm.) Ames
- Malaxis stricta L.O. Williams
- Malaxis sublobata (J.J. Sm.) J.J. Wood
- Malaxis subtiliscapa (J.J. Sm.) J.J. Wood
- Malaxis subulata Labill.
- Malaxis sulamadahensis (J.J. Sm.) S. Thomas, Schuit. & de Vogel
- Malaxis sumatrensis (Ridl.) J.B. Comber
- Malaxis sutepensis (Rolfe ex Downie) Seidenf. & Smitin.
- Malaxis szemaoensis Tang & F.T. Wang
- Malaxis tahitensis (Lindl.) Rchb. f.
- Malaxis tairukouensis S.S. Ying
- Malaxis taiwaniana S.S. Ying
- Malaxis talamancana Dressler
- Malaxis talaudensis (J.J. Sm.) S. Thomas, Schuit. & de Vogel
- Malaxis tamayoana Garay & W. Kittr.
- Malaxis tamurensis Tuyama
- Malaxis taurina (Rchb. f.) Kuntze
- Malaxis taylorii Ames
- Malaxis tenggerensis (J.J. Sm.) Bakh. f.
- Malaxis tenuis (S. Watson) Ames
- Malaxis tepicana Ames
- Malaxis tequilensis R. González, Lizb. Hern. & E. Ramírez
- Malaxis termensis (Kraenzl.) C. Schweinf.
- Malaxis ternatensis (J.J. Sm.) S. Thomas, Schuit. & de Vogel
- Malaxis tetraloba (Schltr.) Kores
- Malaxis thienii Dodson
- Malaxis thisbe (Rchb. f.) Rchb. f.
- Malaxis thlaspiformis A. Rich. & Galeotti
- Malaxis thwaitesii Bennet
- Malaxis tipuloides (Lindl.) Kuntze
- Malaxis titania Rchb. f.
- Malaxis tixieri Seidenf.
- Malaxis tjiwideiensis (J.J. Sm.) Bakh. f.
- Malaxis tonduzii (Schltr.) Ames
- Malaxis topoensis (Mansf.) Dodson
- Malaxis torricellensis (Schltr.) P.F. Hunt
- Malaxis toxopei (J.J. Sm.) S. Thomas, Schuit. & de Vogel
- Malaxis tradescantifolia Blume
- Malaxis triangularis Dressler
- Malaxis trichopoda (Schltr.) S. Thomas, Schuit. & de Vogel
- Malaxis tridentula (Schltr.) Christenson
- Malaxis trigonopetala (J.J. Sm.) S. Thomas, Schuit. & de Vogel
- Malaxis tripartita (J.J. Sm.) S. Thomas, Schuit. & de Vogel
- Malaxis triphylla (J.J. Sm.) S. Thomas, Schuit. & de Vogel
- Malaxis trukensis Fosberg & Sachet
- Malaxis truncata (Lindl.) Rchb. f.
- Malaxis truncicola (Schltr.) S. Thomas, Schuit. & de Vogel
- Malaxis tubulosa (J.J. Sm.) Ames
- Malaxis tuerckheimii (Schltr.) Ames
- Malaxis umbellata Steud.
- Malaxis umbelliflora Sw.
- Malaxis umbellulata Sw.
- Malaxis umbonata (Schltr.) P.F. Hunt
- Malaxis umbraticola (Schltr.) S. Thomas, Schuit. & de Vogel
- Malaxis uncata Ames
- Malaxis uncinata Ames & C. Schweinf.
- Malaxis undulata (Schltr.) P.F. Hunt
- Malaxis unifolia Michx.
- Malaxis urbana E.W. Greenw.
- Malaxis variabilis Ames & C. Schweinf.
- Malaxis venosa (J.J. Sm.) Merr.
- Malaxis ventilabrum (Rchb. f.) Kuntze
- Malaxis ventricosa (Poepp. & Endl.) Kuntze
- Malaxis verruculosa (J.J. Sm.) P.F. Hunt
- Malaxis versicolor Abeyw.
- Malaxis verticillata (Wight) Rchb. f.
- Malaxis vieillardi Rchb. f.
- Malaxis vietnamensis Nguyen Tien Ban & Duong Duc Huyen
- Malaxis vinicolor (Schltr.) P.F. Hunt
- Malaxis vinosa (Schltr.) W. Kittr.
- Malaxis viridiflora Blume
- Malaxis viridipurpurea Griseb.
- Malaxis vitiensis (Rolfe) L.O. Williams
- Malaxis volkensii (Schltr.) Fosberg & Sachet
- Malaxis wallichii (Lindl.) Deb
- Malaxis wappeana (J.J. Sm.) P.F. Hunt
- Malaxis warapussae (Schltr.) P.F. Hunt
- Malaxis wariana (Schltr.) P.F. Hunt
- Malaxis warmingii (Rchb. f.) Kuntze
- Malaxis weberbaueriana (Kraenzl.) Summerh.
- Malaxis weddellii (Finet) R. Vásquez
- Malaxis welwitschii (Rchb. f.) ined.
- Malaxis wendlandii (Rchb. f.) L.O. Williams
- Malaxis wendtii Salazar
- Malaxis wenzelii Ames
- Malaxis wercklei (Schltr.) Ames
- Malaxis werneri W. Kittr.
- Malaxis whitmeei (Rolfe) Kores
- Malaxis wightiana (Lindl.) Rchb. f.
- Malaxis williamsii Ames
- Malaxis woodsonii L.O. Williams
- Malaxis xanthochila (Schltr.) Ames & C. Schweinf.
- Malaxis xerophila Salazar & L.I. Cabrera
- Malaxis yanganensis Dodson
- Malaxis yunnanensis (Schltr.) Tang & F.T. Wang
- Malaxis zempoalensis López-Ferr. & Espejo
- Malaxis zippelii (J.J. Sm.) P.F. Hunt

## Galerie

Quelques planches descriptives d'orchidées Malaxis présentes en Australie, &#x22;Orchids of far north-eastern Queensland&#x22; (1995-2003), illustrations de Lewis Roberts.
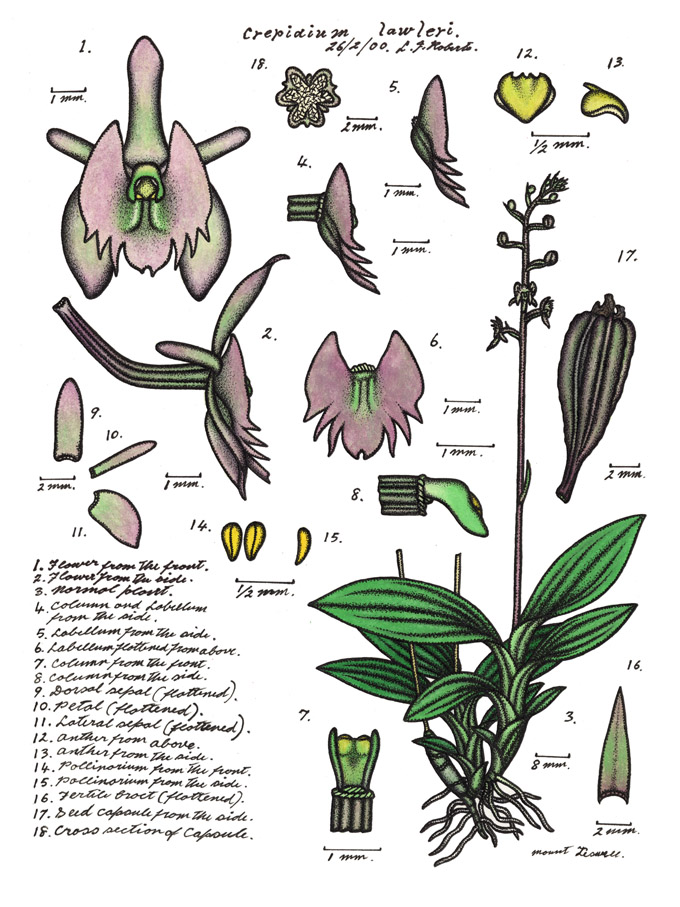
Crepidium lawleri
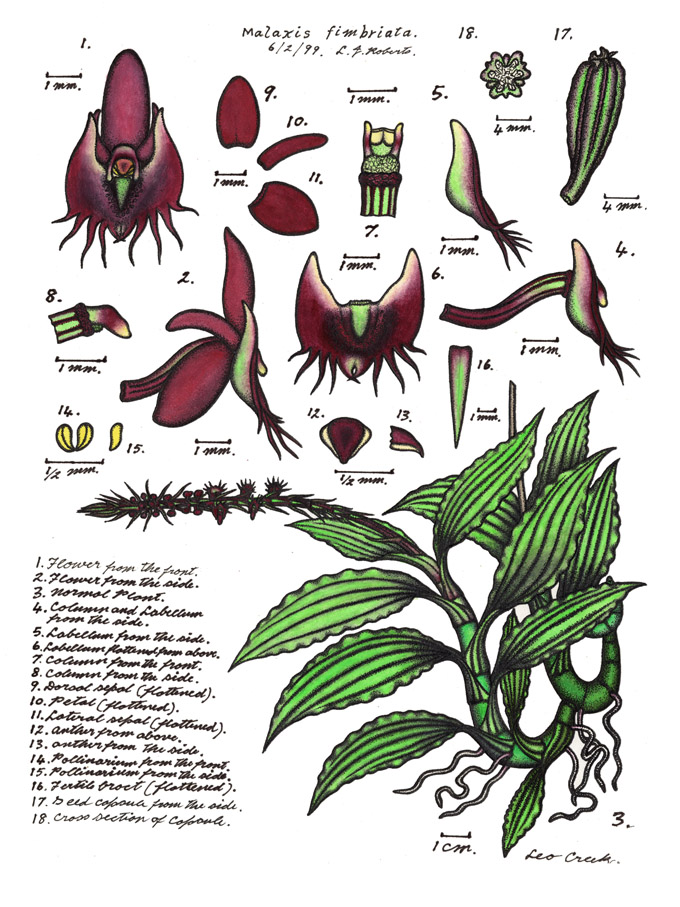
Malaxis fimbriata
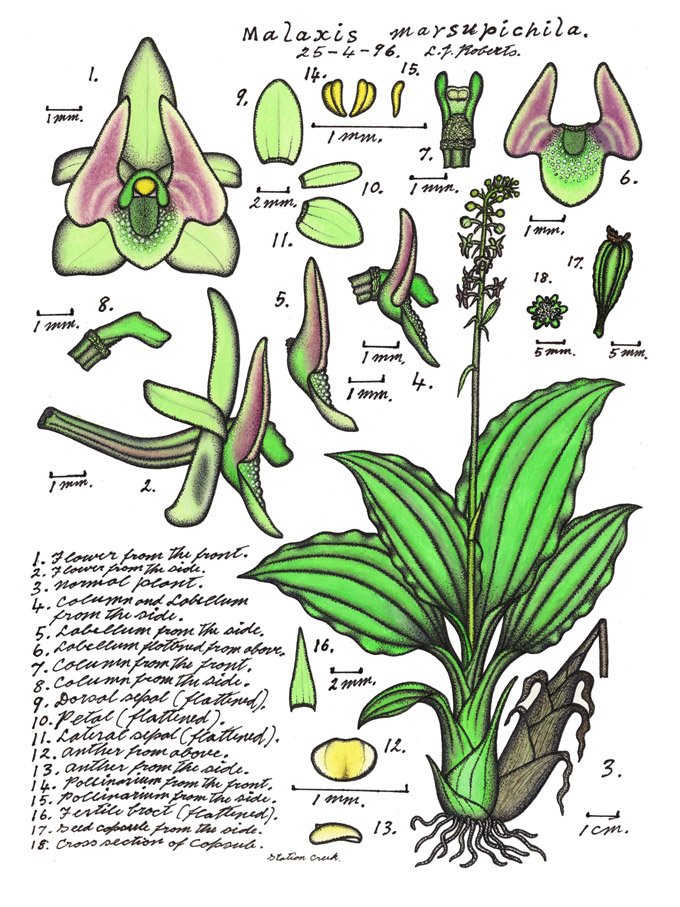
Malaxis marsupichila
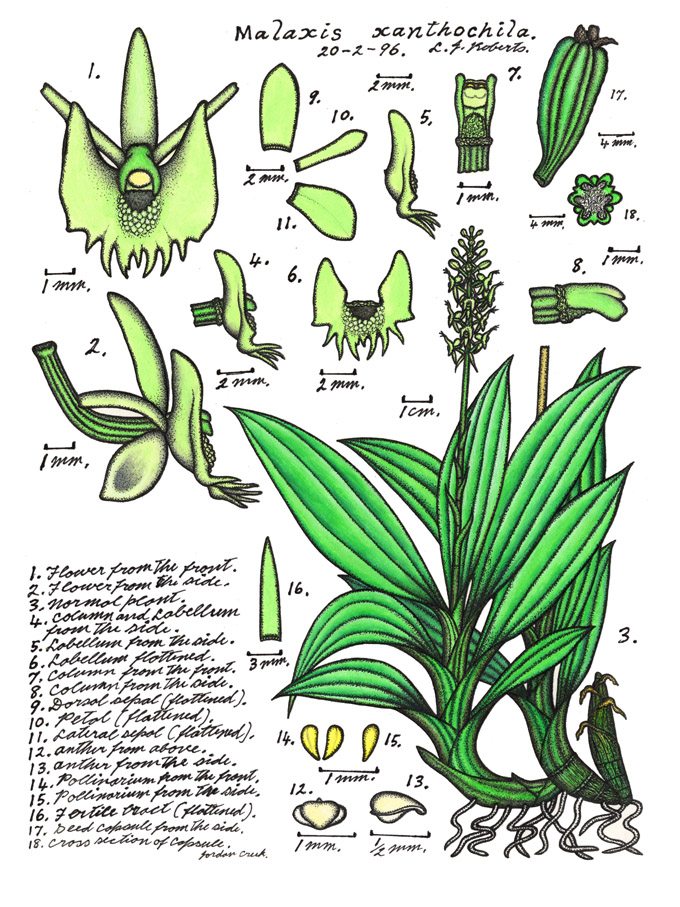
Malaxis xanthochila